# Pietro Spinato
Pietro Spinato (Vicenza, 7 marzo 1907 – Vicenza, 23 settembre 1977) è stato un allenatore di calcio e calciatore italiano.
Ha militato per quasi tutta la sua carriera nel L.R. Vicenza di cui è il miglior cannoniere di tutti i tempi.

## Carriera

### Giocatore
Iniziò la carriera proprio nella squadra della sua città, con cui esordì in Seconda Divisione nel campionato 1926-1927, il 30 gennaio 1927 contro l'Edera Trieste (6-0 per i giuliani).
Dopo un anno in cui non figurò nella rosa del Vicenza, tornò a giocare in Seconda Divisione l'11 novembre 1928 a Valdagno mettendo a segno una doppietta, ripetendosi anche la settimana successiva. Dopo aver collezionato 5 presenze in quell'anno, divenne titolare dal successivo.
Nel 1929-1930 ottiene la promozione in Prima Divisione realizzando 24 reti nelle 20 partite di campionato (più altre cinque nelle gare poi annullate per ritiro di Trento, Capodistria e Montecatini). Sotto il suo slancio il Vicenza sfiora anche la promozione in Serie B, realizzando nella stagione 17 reti in campionato e 5 nella Coppa Berica, sfida che vede coinvolte le principali squadre della provincia.
Nel 1931-1932 il suo ruolino di marcia conosce una tregua (5 reti più 2 in partite annullate per i soliti motivi) per portare il Vicenza alla promozione dopo le finali. Tuttavia nel biennio fra il 1933 e il 1935, nelle due stagioni in B, segna 10 reti, per poi rifarsi nella neonata Serie C: nel 1936 mette a segno una serie di 30 reti in altrettante partite, facendone quattro fuori casa contro il Trento e cinque contro il Padova il 15 dicembre 1935 e il Treviso il 1º marzo 1936. Chiude infine la carriera da giocatore nel 1938, dopo un'annata nello Schio come allenatore-giocatore.
Ha segnato 121 gol in partite di campionato del Vicenza, record assoluto che sarebbe ancor più grande (da cui le discrepanze con alcune fonti) conteggiando le numerosi reti del centravanti berico contro squadre poi ritiratesi nel corso del campionato (fatto non così raro negli anni venti-trenta). A questi va aggiunto il fatto di essere stato l'unico giocatore nella storia del Vicenza ad essere capace di segnare cinque reti in una partita (episodio verificatosi ben due volte e nello stesso campionato, a distanza di due mesi e mezzo).

### Allenatore
Conclusa la carriera di giocatore iniziò ad allenare in seno alla società biancorossa, incarico affidatogli a metà della stagione 1939-1940: conquistò prima la promozione in Serie B e poi, dopo due anni fra i cadetti, quella in Serie A per la prima volta nella storia della società. Dopo una difficile salvezza e la fine della Seconda guerra mondiale, guidò la squadra fino al 1946.